# Alessandro Bonsanti
Alessandro Bonsanti (n. 25 noiembrie 1904, Florența, Regatul Italiei – d. 17 februarie 1984, Florența, Italia) a fost un scriitor și politician italian.